# George Espeut
Malvern George Espeut (Kingston, 8 dicembre 1917 – Kingston, 28 dicembre 1991) è stato un sollevatore giamaicano.

## Carriera
Prese parte ai Giochi olimpici di Londra 1948, classificandosi al nono posto. Gareggiando per il Regno Unito, partecipò ai campionati mondiali ed europei di Parigi del 1946, piazzandosi rispettivamente al quinto e al terzo posto, conquistando un bronzo europeo. Ai campionati mondiali del 1947 di Filadelfia si classificò al quarto posto. Vinse anche tre medaglie d'argento ai Giochi centramericani e caraibici tra il 1938 e il 1950.